# Múscul supinador llarg
El múscul supinador llarg o múscul braquioradial (musculus brachioradialis) és un múscul de la regió externa o lateral de l'avantbraç que s'origina a l'extrem distal de l'húmer, descendeix per la zona anterolateral de l'avantbraç i s'insereix en l'extrem inferior del radi. En contra del que faria pensar el seu nom la seva principal acció és la flexió del colze.

## Origen, recorregut i inserció
S'origina en el terç inferior de la vora lateral de l'húmer i en el septe intermuscular lateral del braç. Recorre la zona anterolateral de l'avantbraç dins el mateix compartiment que els músculs primer radial i segon radial. La meitat superior del múscul correspon al seu cos: una massa carnosa perfectament palpable sota la pell. En la meitat inferior de l'avantbraç es converteix en un tendó que acaba per inserir-se en la base de l'apòfisi estiloides del radi.

## Innervació i vascularització
Està innervat pel nervi radial. Està vascularitzat, per la part superior, per l'artèria recurrent radial i, per la part inferior, directament per l'artèria radial.

## Acció
Essencialment flexor del colze junt amb els músculs bíceps braquial i el braquial anterior. Si l'avantbraç està en pronació o supinació forçada el porta cap a una posició neutra. No mereix per tant el nom de "supinador llarg".

## Imatges addicionals

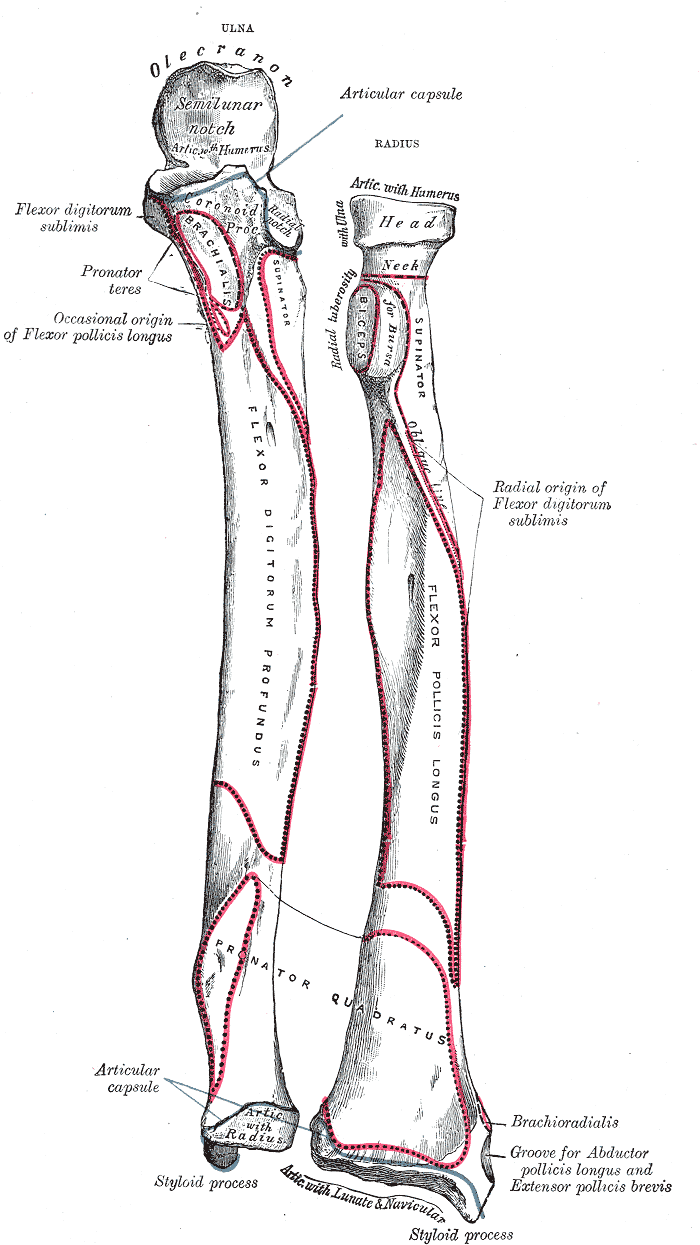
Ossos de l'avantbraç esquerre. Visió anterior.
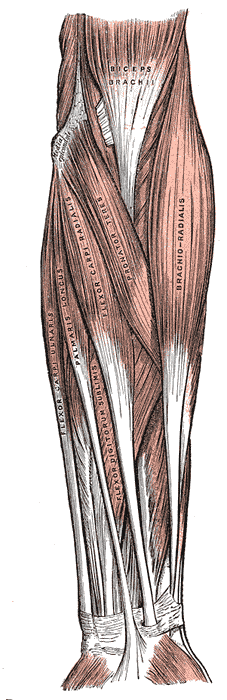
Cara anterior de l'avantbraç esquerra. Músculs superficials.
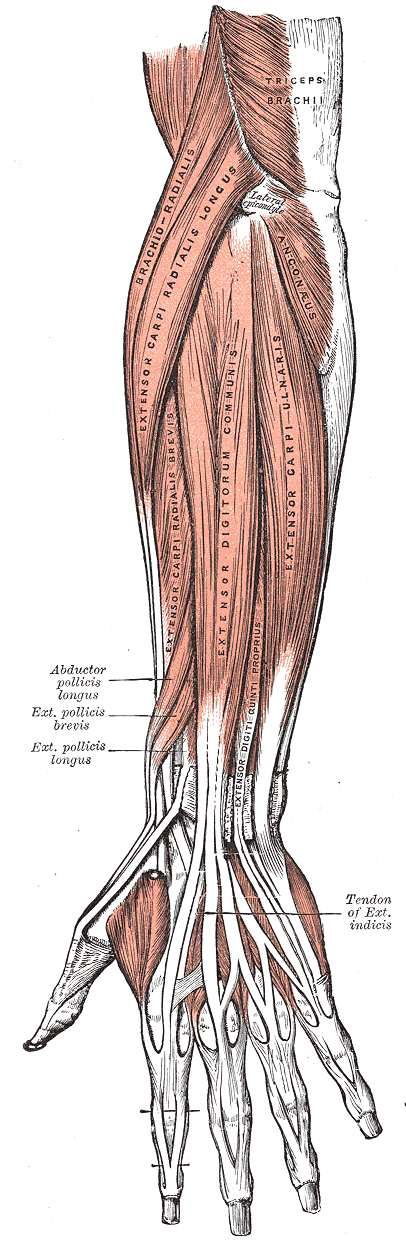
Cara posterior de l'avantbraç. Músculs superficials.
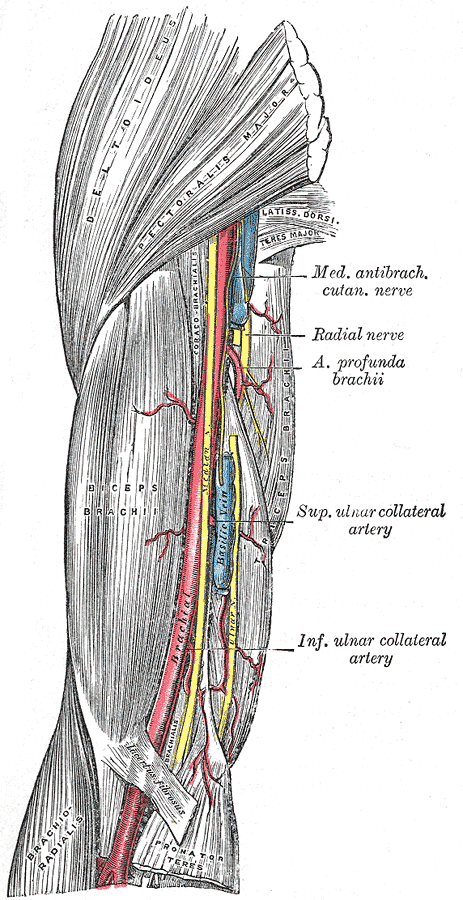
Artèria braquial.
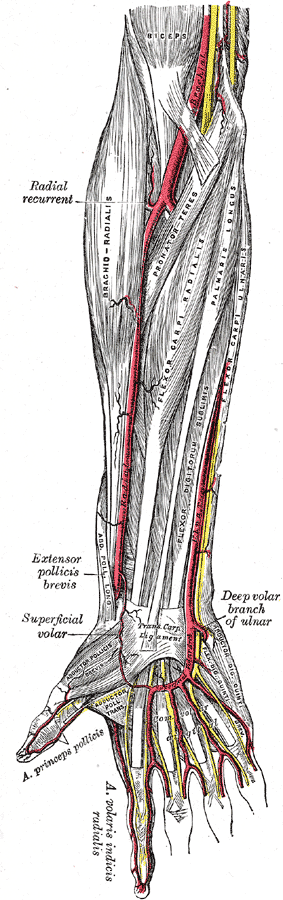
Artèries radial i cubital.
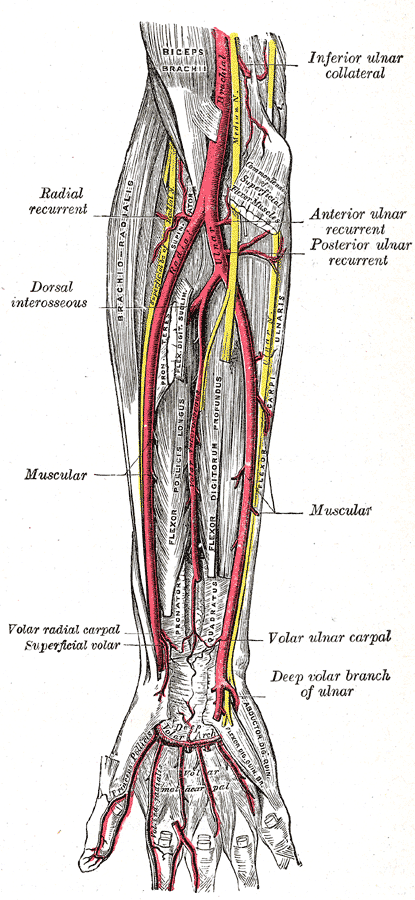
Artèries radial i cubital. Visió profunda.
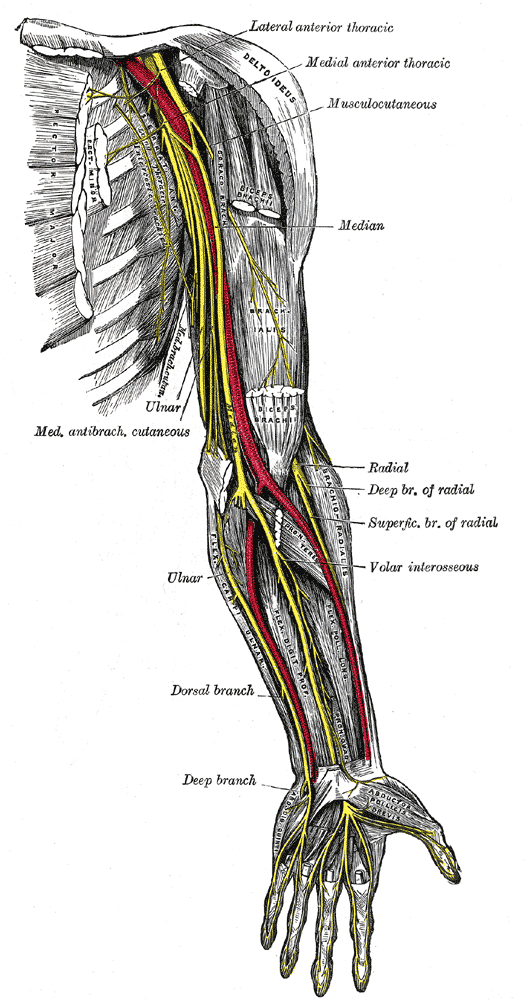
Nervis de l'extremitat superior esquerra.